# Kevin McClain
Pour les articles homonymes, voir Kevin et McClain.
Kevin Michael McClain, né le 21 octobre 1996 à Jasper, en Floride, est un joueur américano-allemand de basket-ball évoluant au poste d'arrière.

## Biographie

### Carrière universitaire
Entre 2015 et 2019, il joue pour les Bruins de Belmont à l'université Belmont.

### Carrière professionnelle

#### EWE Baskets Oldenbourg (2019-2020)
Le 20 juin 2019, automatiquement éligible à la draft 2019 de la NBA, il n'est pas sélectionné.
Durant l'été 2019, il participe aux NBA Summer League de Las Vegas et de Sacramento avec les Warriors de Golden State.
Le 3 juillet 2019, il signe son premier contrat professionnel avec l'équipe allemande de l'EWE Baskets Oldenbourg. McClain a des liens avec l'Allemagne, car sa mère y est née et sa grand-mère vit dans le pays.

#### Provence Basket (2020-2022)
Le 11 août 2020, il signe avec l'équipe française de Provence Basket qui évolue en deuxième division. À la fin de la saison, il est champion de Pro B.
Le 11 juillet 2021, il est conservé dans l'effectif pour la saison suivante en Jeep Élite et prolonge son contrat.

## Palmarès

### Universitaire
- First-team All-OVC en 2019

### En club
- Champion de Pro B en 2021

## Statistiques

### Universitaires
Les statistiques de Kevin McClain en matchs universitaires sont les suivantes :
| Saison    | Équipe   | Matchs | Titul. | Min./m | % Tir | % 3pts | % LF | Rbds/m. | Pass/m. | Int/m. | Ctr/m. | Pts/m. |
| --------- | -------- | ------ | ------ | ------ | ----- | ------ | ---- | ------- | ------- | ------ | ------ | ------ |
| 2015-2016 | Belmont  | 32     | 0      | 10,9   | 42,6  | 29,9   | 66,7 | 1,28    | 0,75    | 0,28   | 0,12   | 5,44   |
| 2016-2017 | Belmont  | 30     | 0      | 11,5   | 36,4  | 27,0   | 71,1 | 1,30    | 1,07    | 0,47   | 0,13   | 4,57   |
| 2017-2018 | Belmont  | 33     | 32     | 32,4   | 45,6  | 35,4   | 71,6 | 3,76    | 2,12    | 1,03   | 0,21   | 12,58  |
| 2018-2019 | Belmont  | 33     | 33     | 33,4   | 46,4  | 36,6   | 70,2 | 3,61    | 3,94    | 1,18   | 0,24   | 16,76  |
| Carrière  | Carrière | 128    | 65     | 22,4   | 44,3  | 34,0   | 70,3 | 2,52    | 2,00    | 0,75   | 0,18   | 9,99   |